# Commune de Halinga
La Commune de Halinga (en estonien : Halinga vald) est une municipalité rurale d'Estonie située dans le Comté de Pärnu. Elle s'étend sur 365 km2 et a 2 899 habitants au 1er janvier 2012.

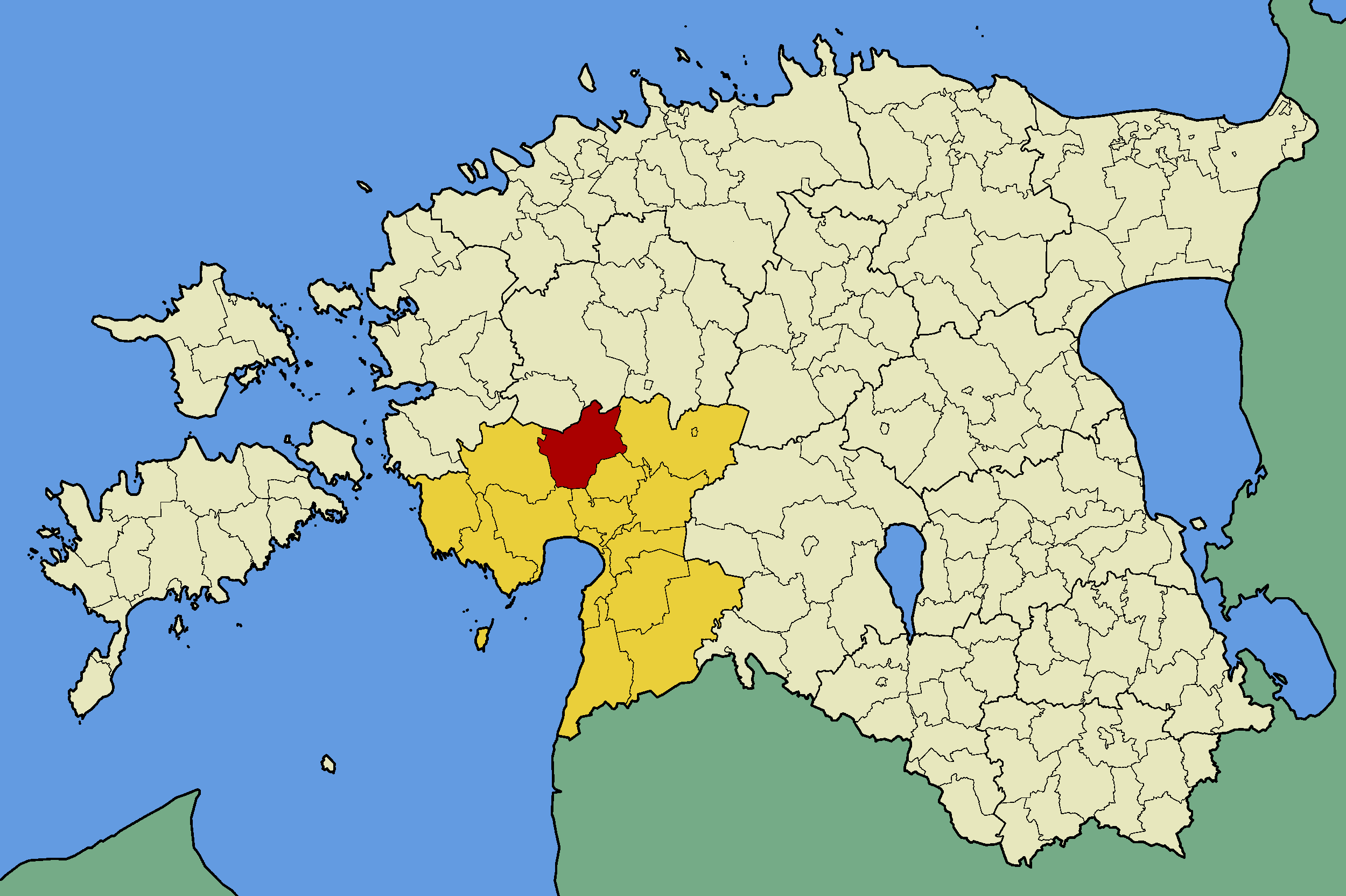
Commune de Halinga (en rouge) dans le Comté de Pärnu (en jaune).

## Municipalité
La municipalité regroupe un bourg et 43 villages:

### Bourg
Pärnu-Jaagupi

### Villages
Aasa, Altküla, Anelema, Arase, Eametsa, Eense, Eerma, Enge, Ertsma, Halinga, Helenurme, Kablima, Kaelase, Kangru, Kodesmaa, Kuninga, Langerma, Lehtmetsa, Lehu, Libatse, Loomse, Maima, Mõisaküla, Mäeküla, Naartse, Oese, Pallika, Pereküla, Pitsalu, Pööravere, Roodi, Rukkiküla, Salu, Sepaküla, Soosalu, Sõõrike, Tarva, Tõrdu, Tühjasma, Vahenurme, Vakalepa, Valistre, Vee.